# アーティストコモンズ
一般社団法人アーティストコモンズは、アーティストやコンテンツに固有のIDを付与することなどを事業とする一般社団法人である。
「アーティストの才能と魅力を広く知らしめ、その付加価値を最大化することにより、エンタテインメント産業文化の振興とその継承・保全に貢献すること」を目的として掲げている。
元々はCiP協議会のプロジェクトの一つであったが、2019年8月1日に一般社団法人として法人化された。

## 事業の概要
アーティストは、時期や媒体により異なった名義で活動することがあり、同定可能性が失われたり、権利許諾の手続が煩雑となる一因となっていた。また、従来は、ラジオやテレビで情報を得た後、ライブに行ったりCDを購入したりというコンテンツ消費の循環が発生していたが、インターネットの普及によりコンテンツの循環がSNSなどに依存するようになり、この循環が機能しなくなっていた。この問題を解決し、アーティストの付加価値を向上させることができる環境を構築するためには、アーティストとコンテンツをIDで結びつけ、体系化することが有効と考えられた。しかし、これまでも、事業者ごとに独自のID番号が設定されることはあったが、事業者ごとに異なった体系で整理されているため、互換性に問題があった。
そこで、アーティストとコンテンツに一意性の高いのアーティストIDとコンテンツIDを付与し、最低限の基礎情報と合わせて業界全体で共有することにより、様々なメディアやサービスの連携を可能とすることが本法人の目的である。
体系化されたIDを活用することで、作品アーカイブの構築、ラジオの多様な聴取方法の実現、放送とインターネットをシンクロさせたサービスの提供などが可能になると考えられている。

## 参加事業者
以下のように、主要な音楽業界団体・実演家団体などが社員等として参加している。
正社員
- 日本音楽事業者協会
- 日本音楽制作者連盟
- コンサートプロモーターズ協会

準社員
- 日本レコード協会
- 日本音楽出版社協会
- 実演家著作隣接権センター
- 著作権情報集中処理機構
- 日本音楽著作権協会（JASRAC）
- レコチョク
- NexTone